# Salvia nipponica
Salvia nipponica là một loài thực vật có hoa trong họ Hoa môi. Loài này được Miq. miêu tả khoa học đầu tiên năm 1865.

## Hình ảnh

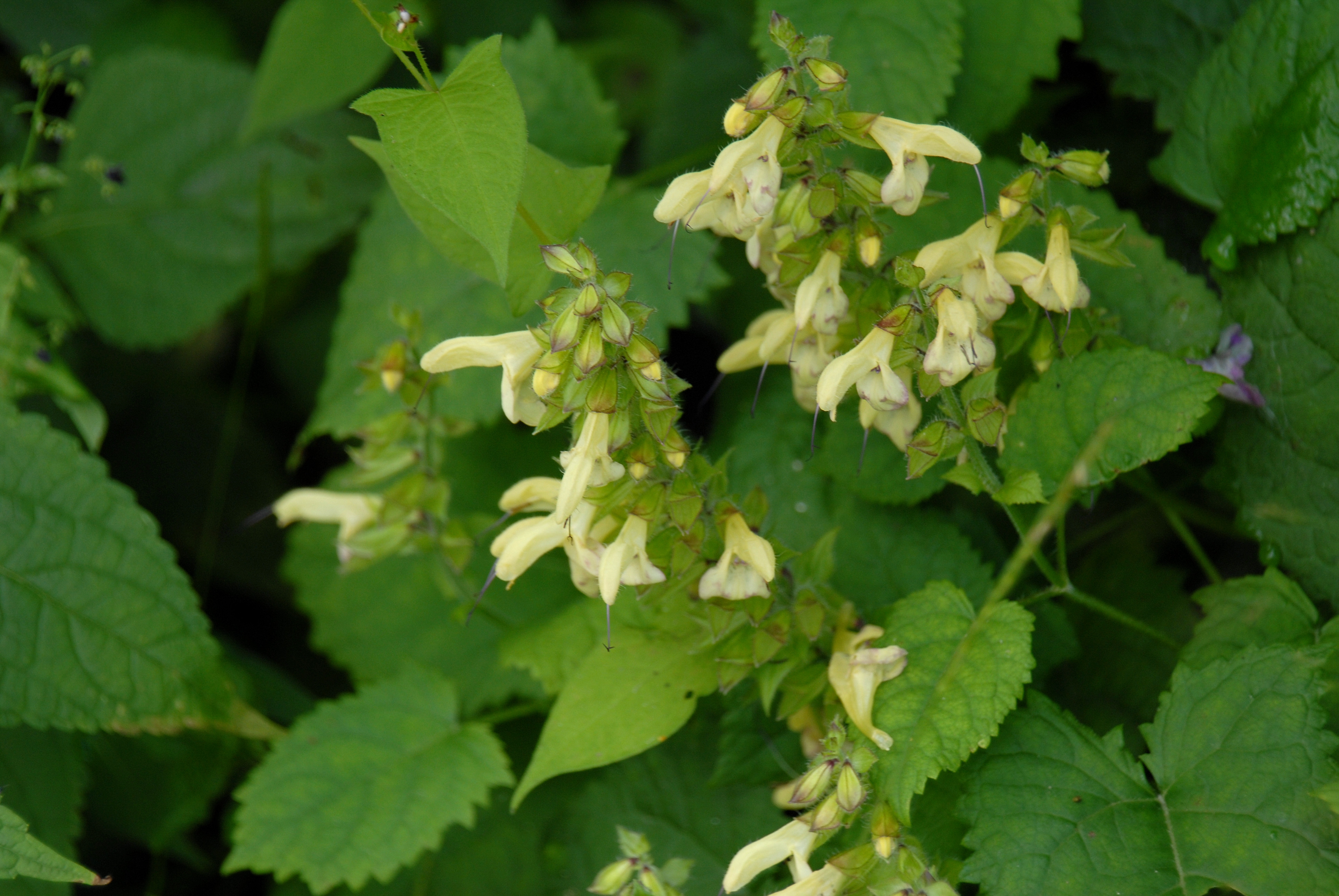
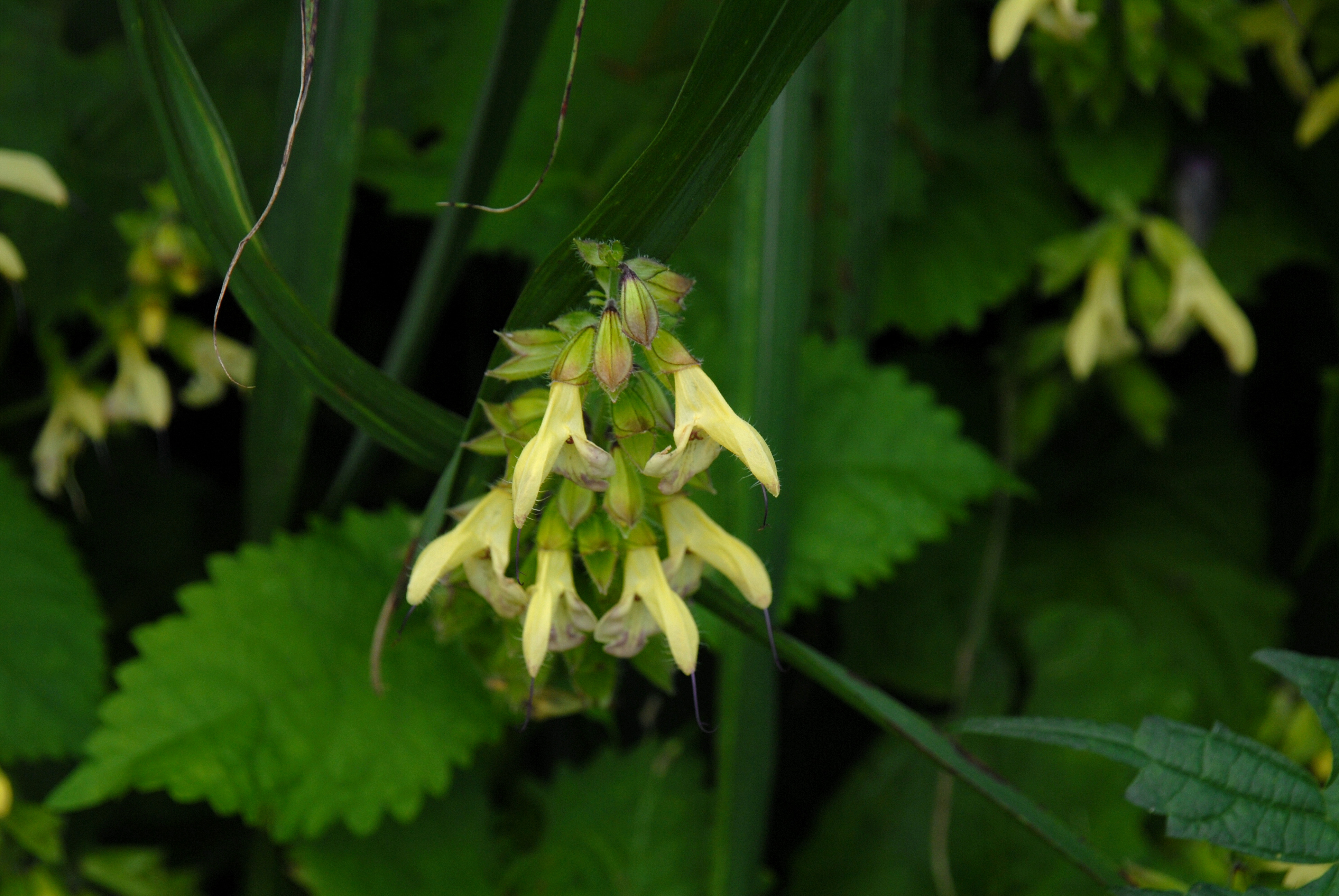
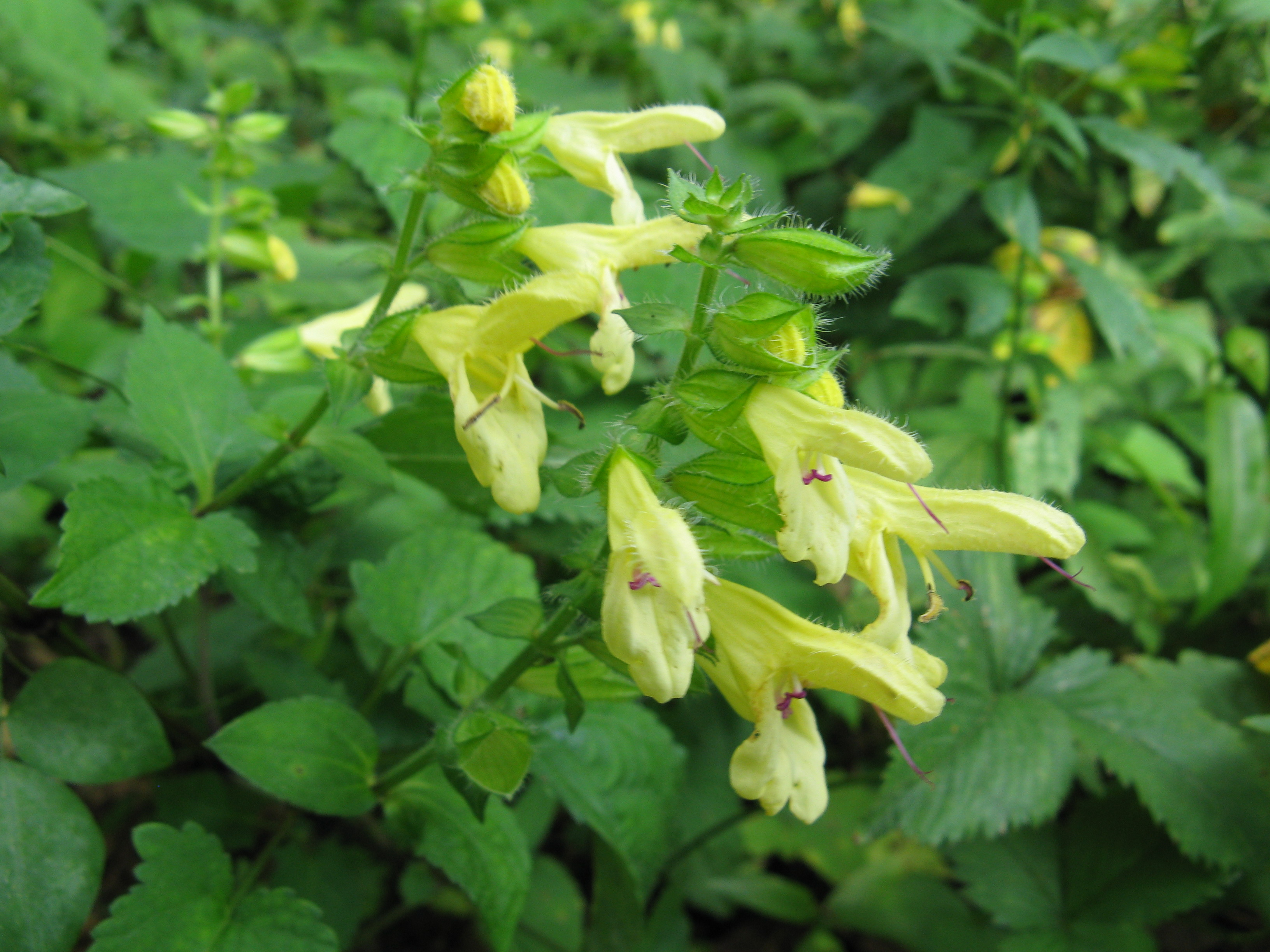
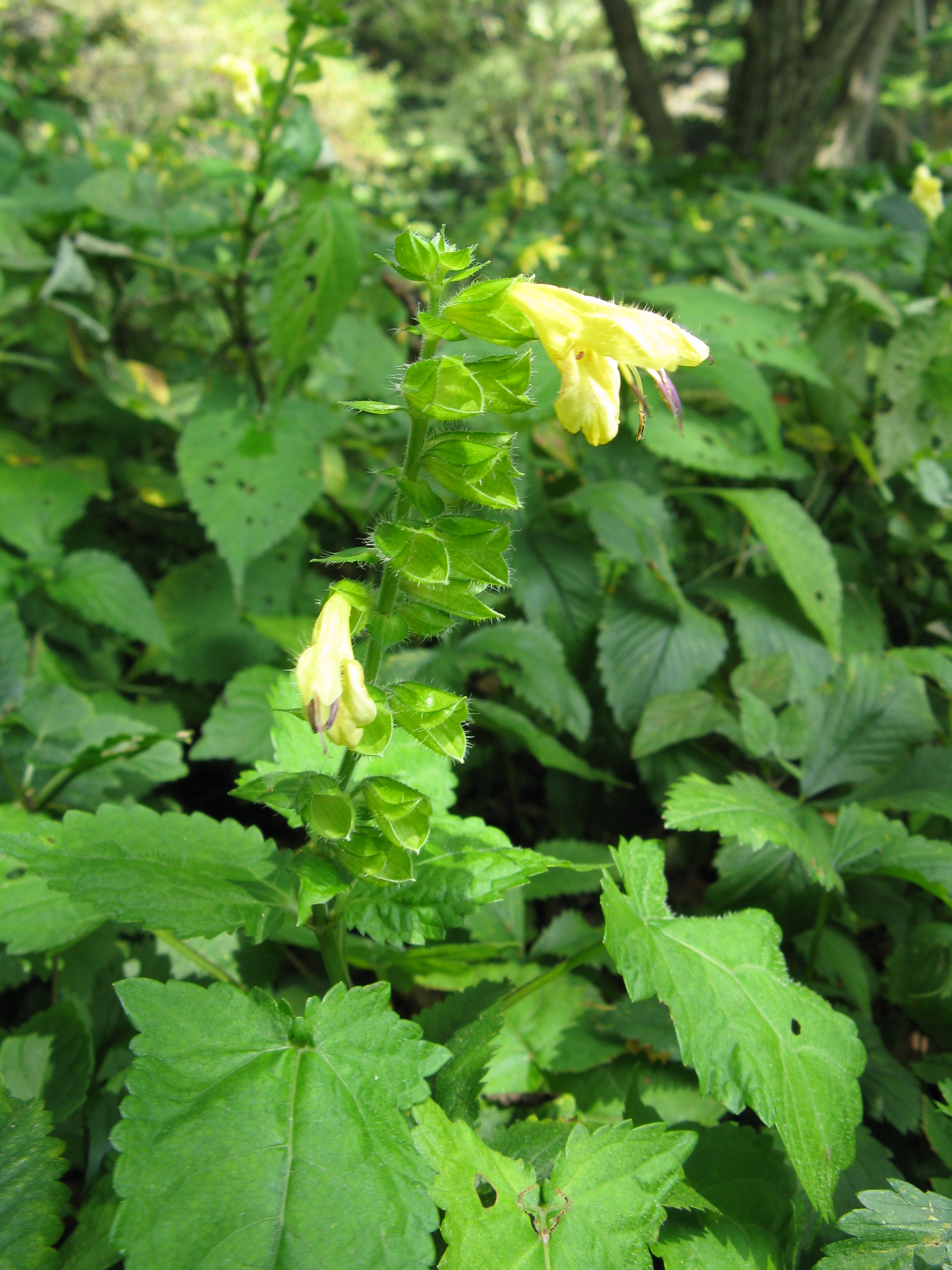